# Courtney Hodges
Courtney Hicks Hodges, född 5 januari 1887 i Perry i Georgia, död 16 januari 1966 i San Antonio i Texas, var en amerikansk militär, general.
Under Operation Overlord i juni 1944 var generallöjtnant Hodges ställföreträdande befälhavare för 1:a armén, vilken leddes av Omar Bradley. I augusti 1944 blev Hodges befälhavare för 1:a armén, eftersom Bradley hade blivit befälhavare för 12:e armégruppen.
Hodges trupper var de första som nådde Paris, och de första som gick över Rhen.
Hodges var med både vid Tysklands kapitulation den 8 maj 1945 och vid Japans kapitulation den 2 september 1945. 
Den 15 april 1945 blev Hodges befordrad till general och i mars 1949 pensionerades han.